# Lilla Ålevattnet
Lilla Ålevattnet är en sjö i Färgelanda kommun i Dalsland och ingår i Örekilsälvens huvudavrinningsområde. Sjöns area är 0,019 kvadratkilometer och den är belägen 189,7 meter över havet.